# Mniobia recurvicornis
Mniobia recurvicornis är en hjuldjursart som beskrevs av Bartoš 1950. Mniobia recurvicornis ingår i släktet Mniobia och familjen Philodinidae. Inga underarter finns listade i Catalogue of Life.